# Sanctanus eburneus
Sanctanus eburneus är en insektsart som beskrevs av Delong 1924. Sanctanus eburneus ingår i släktet Sanctanus och familjen dvärgstritar. Inga underarter finns listade i Catalogue of Life.